# Приймочка

Будова квітки

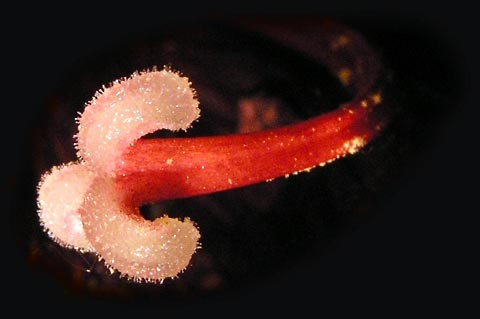
Приймочка квітки амарилісу

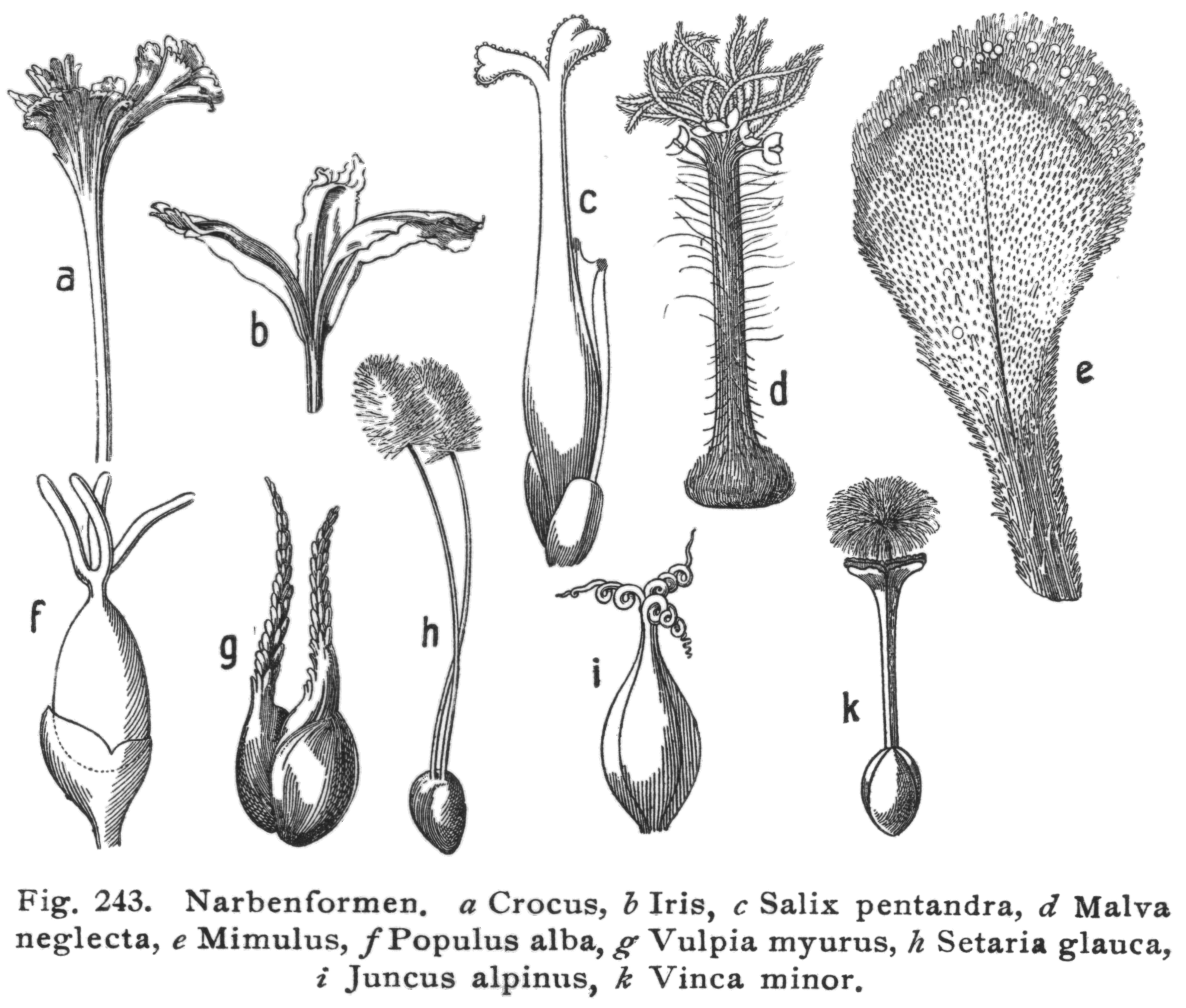
Приймочки квіток різних вид рослин

При́ймочка (лат. stigma) — частина квітки, верхня частина маточки, що сприймає пилок.